# شاين إيغل
شاين إيغل (بالإنجليزية: Shane Eagle)‏ هو رابر جنوب أفريقي، ولد في 7 يونيو 1996 في جوهانسبرغ في جنوب أفريقيا.

## وصلات خارجية
- شاين إيغل على موقع ميوزك برينز (الإنجليزية)
- شاين إيغل على موقع أول ميوزيك (الإنجليزية)
- شاين إيغل على موقع ديسكوغز (الإنجليزية)